# Astragalus japonicus
Astragalus japonicus là một loài thực vật có hoa trong họ Đậu. Loài này được H.Boissieu miêu tả khoa học đầu tiên.